# Morison-vergelijking

Stromingskrachten volgens de Morison-vergelijking voor een lichaam in een harmonische stroming, als functie van de tijd. Blauwe lijn: weerstandskracht; rode lijn: traagheidskracht; zwarte lijn: totale kracht volgens de Morison-vergelijking. Merk op dat de traagheidskracht vóór de fase van de weerstandskracht staat: de stroomsnelheid is een sinusgolf, terwijl de lokale versnelling een cosinusgolf is als functie van de tijd.

In de vloeistofdynamica is de Morison-vergelijking een semi- empirische vergelijking voor de kracht die op een lichaam wordt uitgeoefend tijdens een oscillerende stroming. Het wordt soms de MOJS-vergelijking genoemd, naar alle vier auteurs – Morison, O'Brien, Johnson en Schaaf – van het artikel uit 1950 waarin de vergelijking werd geïntroduceerd. De Morison-vergelijking wordt onder meer gebruikt om de golfbelastingen te schatten bij het ontwerp van olieplatforms en andere offshore-constructies.

## Opbouw
De Morison-vergelijking is de som van twee krachtcomponenten: een traagheidskracht in fase met de lokale stromingsversnelling en een sleepkracht (weerstandskracht) evenredig met het kwadraat van de momentane stromingssnelheid . De traagheidskracht heeft de  vorm zoals die beschreven wordt door de potentiaalstroming, terwijl de sleepkracht de vorm heeft zoals die voorkomt bij een lichaam in een constante stroming. In de heuristische benadering van Morison, O'Brien, Johnson en Schaaf worden deze twee krachtcomponenten, traagheid en weerstand, eenvoudigweg toegevoegd om de kracht in een oscillerende stroming te beschrijven. De dwarskracht, loodrecht op de stromingsrichting als gevolg van het loslaten van de Wervelstraat van Von Karman moet apart worden behandeld.
De Morison-vergelijking bevat twee empirische hydrodynamische coëfficiënten – een traagheidscoëfficiënt en een weerstandscoëfficiënt – die worden bepaald aan de hand van experimentele gegevens. Zoals blijkt uit  de dimensieanalyse en experimenten van Sarpkaya, hangen deze coëfficiënten in het algemeen af van het Keulegan-Carpenter-getal, het Reynolds-getal en de oppervlakteruwheid .
De onderstaande beschrijvingen van de Morison-vergelijking gelden voor aanstroomomstandigheden  uit één richting (d.w.z golven vanuit een kant, voor golven uit meerdere richtingen is de empirie van Morison niet meer geldig). De vergelijking kan ook gebruikt worden voor een bewegend object in stilstaand water. 
In een oscillerende stroming met stroomsnelheid {\displaystyle u(t)} geeft de Morison-vergelijking de kracht in de richting van de stroming en van de looprichting van de golven. Als de golven een andere invalshoek hebben dan de stroming, is deze vergelijking niet bruikbaar. 
{\displaystyle F\,=\,\underbrace {\rho \,C_{m}\,V\,{\dot {u}}} _{F_{I}}+\underbrace {{\frac {1}{2}}\,\rho \,C_{d}\,A\,u\,|u|} _{F_{D}},}
waarin:
- {\displaystyle F(t)} is de totale kracht op het object,
- {\displaystyle {\dot {u}}\equiv {\text{d}}u/{\text{d}}t} is de stroomversnelling, d.w.z. de verandering in de tijd  van de stroomsnelheid {\displaystyle u(t),}
- de traagheidskracht {\displaystyle F_{I}\,=\,\rho \,C_{m}\,V\,{\dot {u}}}, is de som van de Froude-Krylov-kracht {\displaystyle \rho \,V\,{\dot {u}}} en de hydrodynamische massakracht {\displaystyle \rho \,C_{a}\,V\,{\dot {u}},}
- de sleepkracht {\displaystyle F_{D}\,=\,{\scriptstyle {\frac {1}{2}}}\,\rho \,C_{d}\,A\,u\,|u|} volgens de sleepvergelijking,
- {\displaystyle C_{m}=1+C_{a}} is de traagheidscoëfficiënt, en {\displaystyle C_{a}} de toegevoegde massacoëfficiënt,
- {\displaystyle A} is een referentiegebied, bijvoorbeeld de dwarsdoorsnede van het lichaam loodrecht op de stroomrichting,
- {\displaystyle V} is het volume van het lichaam.

Voor een cilinder met diameter {\displaystyle D} in oscillerende stroming is het referentiegebied per eenheidscilinderlengte bijvoorbeeld {\displaystyle A=D} en het cilindervolume per eenheid cilinderlengte is {\displaystyle V={\scriptstyle {\frac {1}{4}}}\pi {D^{2}}}. Als gevolg hiervan, {\displaystyle F(t)} is de totale kracht per eenheidscilinderlengte:
{\displaystyle F\,=\,C_{m}\,\rho \,{\frac {\pi }{4}}D^{2}\,{\dot {u}}\,+\,C_{d}\,{\frac {1}{2}}\,\rho \,D\,u\,|u|.}
Naast deze kracht zijn er ook oscillerende liftkrachten loodrecht op de stromingsrichting, veroorzaakt door de het loskomen van wervels (zie Wervelstraat van Von Karman. Deze vallen niet onder de Morison-vergelijking, die alleen geldt voor de krachten in de stroomrichting.

### Bewegend lichaam in een oscillerende stroming
Als het lichaam ook beweegt, met snelheid {\displaystyle v(t)}, wordt de Morison-vergelijking:
{\displaystyle F=\underbrace {\rho \,V{\dot {u}}} _{a}+\underbrace {\rho \,C_{a}V\left({\dot {u}}-{\dot {v}}\right)} _{b}+\underbrace {{\frac {1}{2}}\rho \,C_{d}A\left(u-v\right)\left|u-v\right|} _{c}.}
waarbij de totale krachtbijdragen zijn:
- a : Froude-Krylov-kracht, als gevolg van de drukgradiënt op de locatie van het lichaam, veroorzaakt door de versnelling van de vloeistof {\displaystyle {\dot {u}}} ,
- b : hydrodynamische massakracht,
- c : sleepkracht .

Houd er rekening mee dat de toegevoegde massacoëfficiënt {\displaystyle C_{a}} is gerelateerd aan de traagheidscoëfficiënt {\displaystyle C_{m}} als {\displaystyle C_{m}=1+C_{a}}.

## Beperkingen
- De Morison-vergelijking is een heuristische formulering van de krachtfluctuaties in een oscillerende stroming. De eerste aanname is dat de stromingsversnelling ter plaatse van het lichaam min of meer gelijkmatig verloopt. Voor een verticale cilinder in zwaartekrachtgolven aan het oppervlak is het bijvoorbeeld nodig dat de diameter van de cilinder veel kleiner is dan de golflengte . Als de diameter van het lichaam niet klein is in vergelijking met de golflengte, moeten diffractie- effecten in aanmerking worden genomen.
- Ten tweede wordt aangenomen dat de asymptotische vormen: de bijdragen van de traagheid en de weerstandskracht, die respectievelijk gelden voor zeer kleine en zeer grote Keulegan-Carpenter-getallen, eenvoudigweg kunnen worden opgeteld om de krachtfluctuaties bij tussenliggende Keulegan-Carpenter-getallen te beschrijven. Uit experimenten blijkt echter dat in dit tussenliggende regime, waar zowel de weerstand als de traagheid een significante bijdrage leveren, de Morison-vergelijking de krachtgeschiedenis niet erg goed kan beschrijven. Hoewel de traagheids- en luchtweerstandscoëfficiënten kunnen worden afgestemd om de juiste extreme waarden van de kracht te verkrijgen.
- In de derde plaats geeft de Morison-vergelijking, wanneer deze wordt uitgebreid naar orbitale stroming, een geval van niet-unidirectionele stroming zoals die bijvoorbeeld optreedt bij een horizontale cilinder onder golven, geen goede weergave van de krachten als functie van de tijd.

## Verder lezen
(en) Massie, W.W. (1978). Hydrodynamic aspects of fixed offshore structures. TU Delft, p. 13-17. Gearchiveerd op 14 augustus 2025.